# All´ Arrembaggio
All Arrembaggio es el último álbum de la banda de punk italiano Los Fastidios. El disco fue lanzado en 2009.

## Listado de temas
1. Intro
2. La Tumba
3. No è Questione Di Stile
4. La Nostra Internazionale
5. Football is Coming
6. Hooligirl
7. You Got Your Soul
8. Rebels Reggae
9. La libertad de Wn
10. Reds en el Blue
11. bottiglie E Battaglie

## Formación
- Datos: Q8195968